# Automeris ferruginea
Automeris ferruginea é uma espécie de mariposa do gênero Automeris, da família Saturniidae.